# Lista de Conselhos Europeus
Esta é uma lista dos Conselhos Europeus, que são reuniões dos chefes de Estado ou de governo da União Europeia (UE). O órgão não tem poder formal, mas como os dirigentes dos Estados-membros da UE, actua como a autoridade máxima na política da UE. A tabela lista as reuniões por presidência, data e local.[carece de fontes?]
Os primeiros Conselhos foram realizados em Fevereiro e Julho de 1961 (em Paris e Bona, respectivamente). Tratou-se de cimeiras informais dos líderes da Comunidade Europeia. A primeira cimeira influente foi realizada em 1969, na Haia, onde se chegou a um acordo sobre a admissão do Reino Unido à Comunidade, e iniciou-se uma cooperação política externa (Cooperação Política Europeia). As cimeiras passaram a ser formais em 1974, na cimeira de Dezembro, em Paris, na sequência de uma proposta do então presidente francês, Valéry Giscard d'Estaing, realizando-se o primeiro Conselho em Março de 1975.

## Lista
As sete primeiras cimeiras foram realizadas entre 1961 e 1974, antes do estabelecimento formal do Conselho Europeu. Algumas fontes, no entanto, consideram que são as sete primeiras reuniões informais do Conselho Europeu.[carece de fontes?]

## 2010 - 2019
Desde 2010, todas as reuniões formais (programadas ou extraordinárias) do Conselho Europeu têm sido realizadas em Bruxelas. Em fevereiro de 2010, o local exato era a Biblioteca Solvay, tendo as reuniões subsequentes tido lugar no edifício Justus Lipsius e, desde março de 2017, no edifício Europa.
| #   | Year | Date                   | Type                                            | Presidência do Conselho da UE | Presidência do Conselho         | Presidente da Comissão            | Agenda, Conclusões e Minutes | Conferência de Imprensa                                                         |
| --- | ---- | ---------------------- | ----------------------------------------------- | ----------------------------- | ------------------------------- | --------------------------------- | --- | ------------------------------------------------------------------------------- |
| 132 | 2010 | 11 de fevereiro        | Informal                                        | Spain                         | Herman Van Rompuy (1st term)    | José Manuel Barroso (2.º mandato) | Declarações. | Vídeo                                                                           |
| ―   | 2010 | 25 de março            | Cimeira do Euro                                 | Spain                         | Herman Van Rompuy (1st term)    | José Manuel Barroso (2.º mandato) | Declarações. |                                                                                 |
| 133 | 2010 | 25–26 de março         | Planeado                                        | Spain                         | Herman Van Rompuy (1st term)    | José Manuel Barroso (2.º mandato) | Conclusions, Minutes | Video: 1 and 2                                                                  |
| ―   | 2010 | 7 de maio              | Cimeira do Euro                                 | Spain                         | Herman Van Rompuy (1st term)    | José Manuel Barroso (2.º mandato) | Declarações. | Vídeo                                                                           |
| 134 | 2010 | 17 de junho            | Planeado                                        | Spain                         | Herman Van Rompuy (1st term)    | José Manuel Barroso (2.º mandato) | Conclusions, Minutes | Vídeo                                                                           |
| 135 | 2010 | 16 de setembro         | Extraordinary (special)                         | Belgium                       | Herman Van Rompuy (1st term)    | José Manuel Barroso (2.º mandato) | Conclusions, Minutes, (note: the Ministers of Foreign Affairs were also present in this special European Council) | Vídeo                                                                           |
| 136 | 2010 | 28–29 de outubro       | Planeado                                        | Belgium                       | Herman Van Rompuy (1st term)    | José Manuel Barroso (2.º mandato) | Conclusions, Minutes | Video: 1 and 2                                                                  |
| 137 | 2010 | 16–17 de dezembro      | Planeado                                        | Belgium                       | Herman Van Rompuy (1st term)    | José Manuel Barroso (2.º mandato) | Conclusions, Minutes | Vídeo                                                                           |
| 138 | 2011 | 4 de fevereiro         | Planeado                                        | Hungary                       | Herman Van Rompuy (1st term)    | José Manuel Barroso (2.º mandato) | Conclusions, Minutes | Vídeo                                                                           |
| ―   | 2011 | 11 de março            | Cimeira do Euro                                 | Hungary                       | Herman Van Rompuy (1st term)    | José Manuel Barroso (2.º mandato) | Declarações. | Vídeo                                                                           |
| 139 | 2011 | 11 de março            | Extraordinary                                   | Hungary                       | Herman Van Rompuy (1st term)    | José Manuel Barroso (2.º mandato) | Declaration on EU policy for actions in Libya and the Southern Neighbourhood region, Minutes | Vídeo                                                                           |
| 140 | 2011 | 24–25 de março         | Planeado                                        | Hungary                       | Herman Van Rompuy (1st term)    | José Manuel Barroso (2.º mandato) | Conclusions, Minutes | Video: 1 and 2                                                                  |
| 141 | 2011 | 23–24 de junho         | Planeado                                        | Hungary                       | Herman Van Rompuy (1st term)    | José Manuel Barroso (2.º mandato) | Website, Conclusions, Minutes and corrigendum | Video: 1 and 2                                                                  |
| ―   | 2011 | 21 de julho            | Cimeira do Euro                                 | Poland                        | Herman Van Rompuy (1st term)    | José Manuel Barroso (2.º mandato) | Declarações. | Vídeo                                                                           |
| 142 | 2011 | 23 de outubro          | Planeado                                        | Poland                        | Herman Van Rompuy (1st term)    | José Manuel Barroso (2.º mandato) | Conclusions, Minutes | Vídeo                                                                           |
| ―   | 2011 | 23–26 de outubro       | Cimeira do Euro                                 | Poland                        | Herman Van Rompuy (1st term)    | José Manuel Barroso (2.º mandato) | Declarações. | Video: 1 and 2                                                                  |
| 143 | 2011 | 26 de outubro          | Informal                                        | Poland                        | Herman Van Rompuy (1st term)    | José Manuel Barroso (2.º mandato) | Website, Declarações. |                                                                                 |
| 144 | 2011 | 8–9 de dezembro        | Planeado                                        | Poland                        | Herman Van Rompuy (1st term)    | José Manuel Barroso (2.º mandato) | Website, Conclusions, Minutes | Video: 1 and 2                                                                  |
| ―   | 2011 | 9 de dezembro          | Cimeira do Euro                                 | Poland                        | Herman Van Rompuy (1st term)    | José Manuel Barroso (2.º mandato) | Declarações |                                                                                 |
| ―   | 2012 | 30 de janeiro          | Cimeira do Euro                                 | Denmark                       | Herman Van Rompuy (1st term)    | José Manuel Barroso (2.º mandato) | Agreed lines of communication. |                                                                                 |
| 145 | 2012 | 30 de janeiro          | Informal                                        | Denmark                       | Herman Van Rompuy (1st term)    | José Manuel Barroso (2.º mandato) | Website, Statement on growth and jobs, Growth and competitiveness, Foreign policy issues, Fiscal discipline and convergence, Treaty on Stability, Coordination and Governance.                                             | Vídeo                                                                           |
| 146 | 2012 | 1–2 de março           | Planeado                                        | Denmark                       | Herman Van Rompuy (1st term)    | José Manuel Barroso (2.º mandato) | Website, Conclusions, Implementation of the European Semester, Fiscal Compact signed, Van Rompuy re-elected president, Minutes and corrigendum                                                                             | Video: 1 and 2                                                                  |
| ―   | 2012 | 2 de março             | Cimeira do Euro                                 | Denmark                       | Herman Van Rompuy (1st term)    | José Manuel Barroso (2.º mandato) | Declarações. |                                                                                 |
| 147 | 2012 | 23 de maio             | Informal                                        | Denmark                       | Herman Van Rompuy (1st term)    | José Manuel Barroso (2.º mandato) | Website 1 and 2, Greece: euro area press lines, Tackling youth unemployment. | Vídeo                                                                           |
| 148 | 2012 | 28–29 de junho         | Planeado                                        | Denmark                       | Herman Van Rompuy (2.º mandato) | José Manuel Barroso (2.º mandato) | Website, Conclusions, Towards a genuine EMU (Council edition), European Council programme de julho 2012 to Dec.2014, Minutes                                                                                               | Video: 1 and 2                                                                  |
| ―   | 2012 | 28–29 de junho         | Cimeira do Euro                                 | Denmark                       | Herman Van Rompuy (2.º mandato) | José Manuel Barroso (2.º mandato) | Declarações | Vídeo                                                                           |
| 149 | 2012 | 18–19 de outubro       | Planeado                                        | Cyprus                        | Herman Van Rompuy (2.º mandato) | José Manuel Barroso (2.º mandato) | Website, Conclusions, Conclusions on completing EMU, Towards a genuine EMU (interim report), Statement on Greece, Minutes                                                                                                  | Video: 1 and 2                                                                  |
| 150 | 2012 | 22‑23 de novembro      | Extraordinary                                   | Cyprus                        | Herman Van Rompuy (2.º mandato) | José Manuel Barroso (2.º mandato) | Website, Statement on EU's Multiannual Financial Framework 2014-20, Minutes | Vídeo                                                                           |
| 151 | 2012 | 13–14 de dezembro      | Planeado                                        | Cyprus                        | Herman Van Rompuy (2.º mandato) | José Manuel Barroso (2.º mandato) | Website, Conclusions, Conclusions on completing EMU, Towards a genuine EMU (final report), Agreed position on bank supervision (SSM), Minutes                                                                              | Video 1 and 2                                                                   |
| 152 | 2013 | 7–8 de fevereiro       | Planeado                                        | Ireland                       | Herman Van Rompuy (2.º mandato) | José Manuel Barroso (2.º mandato) | Website, Conclusions, Multiannual Financial Framework. | Vídeo                                                                           |
| ―   | 2013 | 14 de março            | Cimeira do Euro                                 | Ireland                       | Herman Van Rompuy (2.º mandato) | José Manuel Barroso (2.º mandato) | Adopted rules of procedure for Euro summits, Remarks by President. |                                                                                 |
| 153 | 2013 | 14–15 de março         | Planeado                                        | Ireland                       | Herman Van Rompuy (2.º mandato) | José Manuel Barroso (2.º mandato) | Website, Conclusions. | Video: 1 and 2                                                                  |
| 154 | 2013 | 22 de maio             | Planeado                                        | Ireland                       | Herman Van Rompuy (2.º mandato) | José Manuel Barroso (2.º mandato) | Website, Conclusions (Taxation and Energy), EC member numbers. | Vídeo                                                                           |
| 155 | 2013 | 27–28 de junho         | Planeado                                        | Ireland                       | Herman Van Rompuy (2.º mandato) | José Manuel Barroso (2.º mandato) | Website, Conclusions, EP in 2014-19, Genuine EMU. | Video: 1 and 2                                                                  |
| 156 | 2013 | 24–25 de outubro       | Planeado                                        | Lithuania                     | Herman Van Rompuy (2.º mandato) | José Manuel Barroso (2.º mandato) | Website, Conclusions. | Video: 1 and 2                                                                  |
| 157 | 2013 | 19–20 de dezembro      | Planeado                                        | Lithuania                     | Herman Van Rompuy (2.º mandato) | José Manuel Barroso (2.º mandato) | Website, Conclusions, Security & Defense conclusions. | Video: 1 and 2                                                                  |
| 158 | 2014 | 6 de março             | Extraordinary                                   | Greece                        | Herman Van Rompuy (2.º mandato) | José Manuel Barroso (2.º mandato) | Website, Statement on Ukraine, EU stands by Ukraine. | Video: Ukrainian PM and Council                                                 |
| 159 | 2014 | 20–21 de março         | Planeado                                        | Greece                        | Herman Van Rompuy (2.º mandato) | José Manuel Barroso (2.º mandato) | Website, Conclusions, Conclusions on Ukraine, EU sanctions against Russia, Signing of EU-Ukraine Association Agreement. | Video: 1 and 2                                                                  |
| 160 | 2014 | 27 de maio             | Informal                                        | Greece                        | Herman Van Rompuy (2.º mandato) | José Manuel Barroso (2.º mandato) | Website, Statement on Ukraine. | Vídeo                                                                           |
| 161 | 2014 | 26–27 de junho         | Planeado                                        | Greece                        | Herman Van Rompuy (2.º mandato) | José Manuel Barroso (2.º mandato) | Website, Conclusions, Conclusions on Ukraine, Strategic agenda for the Union, World War I commemoration, Signing of Association Agreements with Georgia, Moldova and Ukraine[ligação inativa].                             | Vídeo[ligação inativa]                                                          |
| 162 | 2014 | 16 de julho            | Extraordinary                                   | Italy                         | Herman Van Rompuy (2.º mandato) | José Manuel Barroso (2.º mandato) | Website, Conclusions, Conclusions on Ukraine and Gaza. | Vídeo[ligação inativa]                                                          |
| 163 | 2014 | 30 August              | Extraordinary                                   | Italy                         | Herman Van Rompuy (2.º mandato) | José Manuel Barroso (2.º mandato) | Website, Conclusions, Nomination of next European Council president and Foreign Affairs High Representative, Sanctions against Russia over Ukraine crisis.                                                                 | Video: 1[ligação inativa] and 2[ligação inativa], Ukrainian President 1a and 1b |
| 164 | 2014 | 23–24 de outubro       | Planeado                                        | Italy                         | Herman Van Rompuy (2.º mandato) | José Manuel Barroso (2.º mandato) | Website, Conclusions, New Commission appointed, 2030 climate and energy policy framework, EU response on Ebola. | Video: 1[ligação inativa] and 2[ligação inativa]                                |
| ―   | 2014 | 24 de outubro          | Cimeira do Euro                                 | Italy                         | Herman Van Rompuy (2.º mandato) | José Manuel Barroso (2.º mandato) | Declarações |                                                                                 |
| 165 | 2014 | 18 de dezembro         | Planeado                                        | Italy                         | Donald Tusk (1st term)          | Jean-Claude Juncker               | Website, Conclusions, Crimea and Sevastopol: further EU sanctions. | Vídeo[ligação inativa]                                                          |
| 166 | 2015 | 12 de fevereiro        | Informal                                        | Latvia                        | Donald Tusk (1st term)          | Jean-Claude Juncker               | Website, Results of the informal meeting, Statement on the fight against terrorism, Next Steps on Better Economic Governance in the Euro Area (analytical note), Remarks about Ukrainian ceasefire.                        | Vídeo[ligação inativa], Ukrainian ceasefire agreement[ligação inativa]          |
| 167 | 2015 | 19–20 de março         | Planeado                                        | Latvia                        | Donald Tusk (1st term)          | Jean-Claude Juncker               | Website, Conclusions, Energy Union, Relations with Russia, European Semester 2015, Statement on Tunisia, Statement on Greece.                                                                                              | Video: 1[ligação inativa] and 2[ligação inativa]                                |
| 168 | 2015 | 23 April               | Extraordinary                                   | Latvia                        | Donald Tusk (1st term)          | Jean-Claude Juncker               | Website, Declarações, 10 point action plan to combat Mediterranean migratory pressures, Minutes | Vídeo[ligação inativa]                                                          |
| —   | 2015 | 22 de junho            | Cimeira do Euro                                 | Latvia                        | Donald Tusk (1st term)          | Jean-Claude Juncker               | Website, Presidential remarks 1 and 2 | Vídeo[ligação inativa]                                                          |
| 169 | 2015 | 25–26 de junho         | Planeado                                        | Latvia                        | Donald Tusk (1st term)          | Jean-Claude Juncker               | Website, Conclusions, European Fund for Strategic Investments, Completing Europe's Economic and Monetary Union. | Video: 1 and 2                                                                  |
| —   | 2015 | 7 de julho             | Cimeira do Euro                                 | Luxembourg                    | Donald Tusk (1st term)          | Jean-Claude Juncker               | Website, Preparing Eurogroup meeting, Presidential Remarks | Vídeo[ligação inativa]                                                          |
| —   | 2015 | 12 de julho            | Cimeira do Euro                                 | Luxembourg                    | Donald Tusk (1st term)          | Jean-Claude Juncker               | Website, Preparing Eurogroup meeting, Presidential Remarks, Declarações | Vídeo[ligação inativa]                                                          |
| 170 | 2015 | 23 de setembro         | Informal                                        | Luxembourg                    | Donald Tusk (1st term)          | Jean-Claude Juncker               | Website, Presidential Remarks, Declarações | Vídeo                                                                           |
| 171 | 2015 | 15 de outubro          | Planeado                                        | Luxembourg                    | Donald Tusk (1st term)          | Jean-Claude Juncker               | Website, Conclusions |                                                                                 |
| 172 | 2015 | 12 de novembro         | Informal                                        | Luxembourg                    | Donald Tusk (1st term)          | Jean-Claude Juncker               | Website, Presidential Remarks |                                                                                 |
| 173 | 2015 | 17‑18 December         | Planeado                                        | Luxembourg                    | Donald Tusk (1st term)          | Jean-Claude Juncker               | Website, Conclusions |                                                                                 |
| 174 | 2016 | 18‑19 February         | Planeado                                        | Netherlands                   | Donald Tusk (1st term)          | Jean-Claude Juncker               | Website, Conclusions |                                                                                 |
| 175 | 2016 | 17–18 de março         | Planeado                                        | Netherlands                   | Donald Tusk (1st term)          | Jean-Claude Juncker               | Website, Conclusions, Minutes and corrigendum |                                                                                 |
| 176 | 2016 | 28 de junho            | Planeado (postponed due to Referendo do Brexit) | Netherlands                   | Donald Tusk (1st term)          | Jean-Claude Juncker               | Website, Conclusions, Minutes |                                                                                 |
| 176 | 2016 | 29 de junho            | Informalwithout UK                              | Netherlands                   | Donald Tusk (1st term)          | Jean-Claude Juncker               | Website, Declarações |                                                                                 |
| 177 | 2016 | 16 de setembro         | Informalwithout UK                              | Slovakia                      | Donald Tusk (1st term)          | Jean-Claude Juncker               | Website, Declaration and Roadmap |                                                                                 |
| 178 | 2016 | 20–21 de outubro       | Planeado                                        | Slovakia                      | Donald Tusk (1st term)          | Jean-Claude Juncker               | Website, Conclusions |                                                                                 |
| 179 | 2016 | 15 de dezembro         | Planeado                                        | Slovakia                      | Donald Tusk (1st term)          | Jean-Claude Juncker               | Website, Conclusions |                                                                                 |
| 180 | 2017 | 3 February, a.m.       | Informal                                        | Malta                         | Donald Tusk (1st term)          | Jean-Claude Juncker               | Website, Statement and remarks |                                                                                 |
| 180 | 2017 | 3 February, p.m.       | Informalwithout UK                              | Malta                         | Donald Tusk (1st term)          | Jean-Claude Juncker               | Website: "Main results: Preparations for the 60th anniversary of the Rome Treaties" |                                                                                 |
| 181 | 2017 | 9 de março             | Planeado                                        | Malta                         | Donald Tusk (1st term)          | Jean-Claude Juncker               | Website, Conclusions by the President, Minutes |                                                                                 |
| 181 | 2017 | 10 de março            | Informalwithout UK                              | Malta                         | Donald Tusk (1st term)          | Jean-Claude Juncker               | Website: "Informal meeting" |                                                                                 |
| 182 | 2017 | 29 April               | Extraordinarywithout UK                         | Malta                         | Donald Tusk (1st term)          | Jean-Claude Juncker               | Website, European Council (Art. 50) guidelines for Brexit negotiations, Minutes |                                                                                 |
| 183 | 2017 | 22–23 de junho         | Planeado                                        | Malta                         | Donald Tusk (2.º mandato)       | Jean-Claude Juncker               | Website, Annotated agenda, Conclusions |                                                                                 |
| 183 | 2017 | 22 de junho, evening   | Extraordinarywithout UK                         | Malta                         | Donald Tusk (2.º mandato)       | Jean-Claude Juncker               | Website, Annotated agenda, Decision by Heads of State and Government: Procedure leading up to a decision on the relocation of the EMA and the EBA in the context of the UK's withdrawal from the Union                     |                                                                                 |
| 184 | 2017 | 19–20 de outubro       | Planeado                                        | Estonia                       | Donald Tusk (2.º mandato)       | Jean-Claude Juncker               | Website, Conclusions |                                                                                 |
| 184 | 2017 | 20 de outubro          | Extraordinarywithout UK                         | Estonia                       | Donald Tusk (2.º mandato)       | Jean-Claude Juncker               | Website |                                                                                 |
| 185 | 2017 | 14–15 de dezembro      | Planeado                                        | Estonia                       | Donald Tusk (2.º mandato)       | Jean-Claude Juncker               | Website, Conclusions |                                                                                 |
| 185 | 2017 | 15 de dezembro         | Cimeira do Euro                                 | Estonia                       | Donald Tusk (2.º mandato)       | Jean-Claude Juncker               | Website |                                                                                 |
| 185 | 2017 | 15 de dezembro         | Extraordinarywithout UK                         | Estonia                       | Donald Tusk (2.º mandato)       | Jean-Claude Juncker               | Outcome: guidelines for Brexit negotiations |                                                                                 |
| 186 | 2018 | 22–23 March            | Planeado                                        | Bulgaria                      | Donald Tusk (2.º mandato)       | Jean-Claude Juncker               | Website, Conclusions |                                                                                 |
| 186 | 2018 | 23 de março            | Extraordinarywithout UK                         | Bulgaria                      | Donald Tusk (2.º mandato)       | Jean-Claude Juncker               | Website |                                                                                 |
| 186 | 2018 | 23 de março            | Cimeira do Euro                                 | Bulgaria                      | Donald Tusk (2.º mandato)       | Jean-Claude Juncker               | Website |                                                                                 |
| 187 | 2018 | 28–29 June             | Planeado                                        | Bulgaria                      | Donald Tusk (2.º mandato)       | Jean-Claude Juncker               | Website, Conclusions |                                                                                 |
| 187 | 2018 | 29 de junho            | Extraordinarywithout UK                         | Bulgaria                      | Donald Tusk (2.º mandato)       | Jean-Claude Juncker               | Conclusions |                                                                                 |
| 187 | 2018 | 29 de junho            | Cimeira do Euro                                 | Bulgaria                      | Donald Tusk (2.º mandato)       | Jean-Claude Juncker               | Declarações |                                                                                 |
| 188 | 2018 | 19–20 de setembro      | Informal                                        | Austria                       | Donald Tusk (2.º mandato)       | Jean-Claude Juncker               | Website |                                                                                 |
| 188 | 2018 | 20 de setembro         | Informalwithout UK                              | Austria                       | Donald Tusk (2.º mandato)       | Jean-Claude Juncker               | Website |                                                                                 |
| 189 | 2018 | 17 de outubro          | Extraordinarywithout UK                         | Austria                       | Donald Tusk (2.º mandato)       | Jean-Claude Juncker               | Website |                                                                                 |
| 189 | 2018 | 18 de outubro, a.m.    | Planeado                                        | Austria                       | Donald Tusk (2.º mandato)       | Jean-Claude Juncker               | Website |                                                                                 |
| 189 | 2018 | 18 de outubro, p.m.    | Cimeira do Euro                                 | Austria                       | Donald Tusk (2.º mandato)       | Jean-Claude Juncker               | Website |                                                                                 |
| 190 | 2018 | 13-14 de dezembro      | Planeado                                        | Austria                       | Donald Tusk (2.º mandato)       | Jean-Claude Juncker               | Website |                                                                                 |
| 190 | 2018 | 13 de dezembro         | Extraordinarywithout UK                         | Austria                       | Donald Tusk (2.º mandato)       | Jean-Claude Juncker               | Website |                                                                                 |
| 190 | 2018 | 14 de dezembro         | Cimeira do Euro                                 | Austria                       | Donald Tusk (2.º mandato)       | Jean-Claude Juncker               | Website |                                                                                 |
| 191 | 2019 | 21 de março            | Extraordinarywithout UK                         | Romania                       | Donald Tusk (2.º mandato)       | Jean-Claude Juncker               | Website, European Council Decision (EU) 2019/476 taken in agreement with the United Kingdom of 22 de março 2019 extending the period under Article 50(3) TEU                                                               |                                                                                 |
| 191 | 2019 | 22 de março            | Planeado                                        | Romania                       | Donald Tusk (2.º mandato)       | Jean-Claude Juncker               | Website |                                                                                 |
| 192 | 2019 | 10 April               | Extraordinarywithout UK                         | Romania                       | Donald Tusk (2.º mandato)       | Jean-Claude Juncker               | Website, European Council Decision (EU) 2019/584 taken in agreement with the United Kingdom of 11 April 2019 extending the period under Article 50(3) TEU                                                                  |                                                                                 |
| 193 | 2019 | 9 de maio              | Informal                                        | Romania                       | Donald Tusk (2.º mandato)       | Jean-Claude Juncker               | Website |                                                                                 |
| 194 | 2019 | 28 de maio             | Informal                                        | Romania                       | Donald Tusk (2.º mandato)       | Jean-Claude Juncker               | Website |                                                                                 |
| 195 | 2019 | 20 de junho            | Planeado                                        | Romania                       | Donald Tusk (2.º mandato)       | Jean-Claude Juncker               | Website |                                                                                 |
| 195 | 2019 | 21 de junho            | Cimeira do Euro                                 | Romania                       | Donald Tusk (2.º mandato)       | Jean-Claude Juncker               | Website |                                                                                 |
| 195 | 2019 | 21 de junho            | Extraordinarywithout UK                         | Romania                       | Donald Tusk (2.º mandato)       | Jean-Claude Juncker               | Website (see heading "Brexit") |                                                                                 |
| 196 | 2019 | 30 de junho–2 de julho | Extraordinary                                   | Romania & · Finland           | Donald Tusk (2.º mandato)       | Jean-Claude Juncker               | Website, conclusions (nominations for President of the European Council, President of the Commission, High Representative of the Union for Foreign Affairs and Security Policy and President of the European Central Bank) |                                                                                 |
| 197 | 2019 | 17 de outubro          | Extraordinarywithout UK                         | Finland                       | Donald Tusk (2.º mandato)       | Jean-Claude Juncker               | Website |                                                                                 |
| 197 | 2019 | 17–18 de outubro       | Planeado                                        | Finland                       | Donald Tusk (2.º mandato)       | Jean-Claude Juncker               | Website |                                                                                 |
| 198 | 2019 | 12–13 December         | Scheduled                                       | Finland                       | Charles Michel                  | Ursula von der Leyen              | Website |                                                                                 |
| 198 | 2019 | 13 December            | Cimeira do Euro                                 | Finland                       | Charles Michel                  | Ursula von der Leyen              | Website |                                                                                 |
| 198 | 2019 | 13 December            | Extraordinarywithout UK                         | Finland                       | Charles Michel                  | Ursula von der Leyen              | Website |                                                                                 |

## 2020 - Presente
| #   | Year | Date              | Type                                                              | Presidência do Conselho da UE | Presidência do Conselho | Presidente da Comissão | Agenda, Conclusões e Minutes |
| --- | ---- | ----------------- | ----------------------------------------------------------------- | ----------------------------- | ----------------------- | ---------------------- | ---------------------------- |
| 199 | 2020 | 10 de março       | Videoconferência (informal – desmarcado)                          | Croatia                       | Charles Michel          | Ursula von der Leyen   | Website                      |
| 200 | 2020 | 17 de março       | Videoconferência (informal – desmarcado)                          | Croatia                       | Charles Michel          | Ursula von der Leyen   | Website                      |
| 201 | 2020 | 26 de março       | Videoconferência (informal – substituição do encontro desmarcado) | Croatia                       | Charles Michel          | Ursula von der Leyen   | Website                      |
| 202 | 2020 | 23 de abril       | Videoconferência (informal – desmarcado)                          | Croatia                       | Charles Michel          | Ursula von der Leyen   | Website                      |
| 203 | 2020 | 19 de junho       | Videoconferência (informal – substituição do encontro desmarcado) | Croatia                       | Charles Michel          | Ursula von der Leyen   | Website                      |
| 204 | 2020 | 17–21 de julho    | Extraordinário                                                    | Germany                       | Charles Michel          | Ursula von der Leyen   | Website                      |
| 205 | 2020 | 1–2 de outubro    | Extraordinário                                                    | Germany                       | Charles Michel          | Ursula von der Leyen   | Website                      |
| 206 | 2020 | 15–16 de outubro  | Planeado                                                          | Germany                       | Charles Michel          | Ursula von der Leyen   | Website                      |
| 207 | 2020 | 29 de outubro     | Videoconferência (informal – desmarcado)                          | Germany                       | Charles Michel          | Ursula von der Leyen   | Website                      |
| 208 | 2020 | 10–11 de dezembro | Planeado                                                          | Germany                       | Charles Michel          | Ursula von der Leyen   | Website                      |
| 209 | 2021 | 21 de janeiro     | Videoconferência (informal – desmarcado)                          | Portugal                      | Charles Michel          | Ursula von der Leyen   | Website                      |
| 210 | 2021 | 25–26 de março    | Videoconferência (planeado)                                       | Portugal                      | Charles Michel          | Ursula von der Leyen   | Website                      |
| 211 | 2021 | 8 de maio         | Informal                                                          | Portugal                      | Charles Michel          | Ursula von der Leyen   | Website                      |
| 212 | 2021 | 24–25 de maio     | Extraordinário                                                    | Portugal                      | Charles Michel          | Ursula von der Leyen   | Website                      |
| 213 | 2021 | 24–25 de junho    | Planeado                                                          | Portugal                      | Charles Michel          | Ursula von der Leyen   | Website                      |
| 214 | 2021 | 5 de outubro      | Informal                                                          | Slovenia                      | Charles Michel          | Ursula von der Leyen   | Website                      |
| 215 | 2021 | 21–22 de outubro  | Planeado                                                          | Slovenia                      | Charles Michel          | Ursula von der Leyen   | Website                      |
| 216 | 2021 | 16-17 de dezembro | Planeado                                                          | Slovenia                      | Charles Michel          | Ursula von der Leyen   | Website                      |
| 217 | 2022 | 24–25 de março    | Planeado                                                          | France                        | Charles Michel          | Ursula von der Leyen   | Website                      |
| 218 | 2022 | 23–24 de junho    | Planeado                                                          | France                        | Charles Michel          | Ursula von der Leyen   | Website                      |
| 219 | 2022 | 20–21 de outubro  | Planeado                                                          | Czech Republic                | Charles Michel          | Ursula von der Leyen   | Website                      |
| 220 | 2022 | 15 de dezembro    | Planeado                                                          | Czech Republic                | Charles Michel          | Ursula von der Leyen   | Website                      |

## Detalhes

### Colónia - 1999
O Conselho Europeu reuniu-se em Colónia em 3-4 de Junho de 1999 para tratar de algumas questões após a entrada em vigor do Tratado de Amesterdão. Romano Prodi apresentou o seu plano para o futuro programa de trabalho e de reforma da Comissão. O Conselho apelou por uma Carta Europeia dos Direitos Fundamentais.[carece de fontes?]
O Conselho designou Javier Solana para o cargo de Secretário-geral do Conselho da União Europeia (com Pierre de Boissieu como seu vice) e Alto Representante para a Política Externa e de Segurança Comum (PESC). Esta cimeira decidiu uma política comum em relação à Rússia (o primeiro ato da PESC). Aprovou a declaração sobre o Kosovo. Em relação à Política de Defesa e de Segurança Comum, um elemento importante da PESC, o Conselho declarou que a UE "deve ter a capacidade de ação autónoma, apoiada por forças militares credíveis, de meios para decidir usá-los, e boa vontade para o fazer, a fim de responder a crises internacionais, sem prejuízo das acções da OTAN" (declarado em Saint-Malo, pela França e Grã-Bretanha).[carece de fontes?]

### Laken - 2001
O Conselho Europeu de Laken realizou-se no palácio real de Laken, na Bélgica, em 14-15 de Dezembro de 2001.
Os temas principais do Conselho Europeu de Laeken abordados foram: as novas medidas na área da Justiça e Assuntos Internos: o mandado de detenção europeu, uma definição comum de terrorismo, e Eurojust; os lugares das 10 novas agências da UE - depois de horas de discordância, o Conselho Europeu não conseguiu chegar a um acordo e decidiu deixar a decisão até o próximo ano; a iminente introdução do Euro (o Conselho Europeu, com os ministros das Finanças reuniu-se para analisar este ponto); o progresso do alargamento, a adopção da Declaração de Laeken sobre o Futuro da Europa, que institui a Convenção Europeia, a ser presidida pelo ex-presidente da França, Valery Giscard d'Estaing, e o ex-Primeiro-ministro italiano Giuliano Amato e o ex-Primeiro-ministro belga Jean-Luc Dehaene como vice-presidentes. A Convenção foi encarregada de redigir o Tratado que estabelece uma Constituição para a Europa, e teria cerca de 60 membros, oriundos dos governos e parlamentos nacionais, do Parlamento Europeu, da Comissão Europeia e representantes dos países candidatos. A declaração analisa os progressos da integração europeia ao longo dos últimos cinquenta anos, voltando às suas origens nos horrores da Segunda Guerra Mundial, e coloca uma série de perguntas a serem respondidas pela Convenção.